# 拉林棒花魚
拉林棒花魚為輻鰭魚綱鯉形目鯉科棒花魚属的其中一種，該物種分布於亞洲中國黑龍江流域，棲息在中底層水域，生活習性不明。

## 扩展阅读
維基物種上的相關：拉林棒花魚